# Stadionul Azteca
Stadionul Azteca (sp. Estadio Azteca) - unul din cele mai mari stadioane din lume, se află în Santa Úrsula, Mexico City, Mexic. Capacitatea sa era inițial de 105.000 locuri. De-a lungul timpului, numărul de locuri a scăzut până 87.523, în urma unor lucrări de remodernizare și crearea de spații destinate VIP-urilor. la Acesta e cel mai mare stadion din America Latină, e al 20-lea ca mărime din lume și cel mai mare stadion din lume destinat exclusiv fotbalului. Totodată Azteca se află la una din cele mai mari altitudini printre stadioane, aceasta fiind de 2200 metri deasupra nivelului mării. 
 Acesta este stadionul de casă al naționalei Mexicului și al clubului mexican de fotbal Club América.

## Istoric
Meciul de deschidere a stadionului a avut loc pe 29 mai 1966, între Club América și Torino FC sub privirile a 107.494 spectatori. Primul gol a fost marcat de brazilianul Arlindo Dos Santos Cruz, iar al doilea de un alt brazilian José Alves "Zague", după care italienii au scos o remiză. Președintele Mexicului, Gustavo Díaz Ordaz a dat lovitura de începere iar președintele FIFA Sir Stanley Rous a fost prezent ca martor.
Stadionul Azteca a găzduit proba de fotbal de la Jocurile Olimpice de vară din 1968.

 El are onoarea de a fi unicul stadion din lume care a găzduit două finale ale Campionatului Mondial de Fotbal.
În finala Campionatului Mondial de Fotbal din 1970 Brazilia a învins Italia cu 4-1, și în finala Campionatului Mondial de Fotbal din 1986 Argentina a învins Germania cu scorul de 3-2. De asemenea el a găzduit meciul din sferturile de finală din 1986 dintre Argentina și Anglia, meci în care Diego Maradona a marcat ambele sale goluri celebre: „Mâna lui Dumnezeu” și „Golul secolului”.. Stadionul a mai găzduit și „meciul secolului”, meci în care Italia a învins Germania de Vest cu 4-3 în prelunigiri în una din semifinalele din 1970.
Pe Azteca și-a mai disputat meciurile de acasă echipa UNAM Pumas între anii 1967-1969, dar ulterior ea a revenit pe Estadio Olímpico Universitario. Din 1970 până în 1996 aici a mai jucat o altă echipă celebră, Cruz Azul, însă apoi s-a strămutat și ea pe propriul stadion. Un alt club, Necaxa, și-a jucat meciurile în calitate de gazdă pe acest stadion între anii 1966-1970 și apoi din 1982 până în 2003, după care echipa s-a mutat din Mexico City în orașul Aguascalientes. O situație similară a avut avut loc și cu clubul CF Atlante - echipa în câteva rânduri a migrat în Mexico City de pe un stadion pe altul. Pe Azteca a jucat în perioadele: 1966-1982, 1996-2001 și 2004-2007, după care s-a mutat în orașul Cancún. Între anii 1971-1982 în Mexic a existat o echipă pe nume Atletico Español, care a încercat să renască tradiția clubului Real España. Atletico Español a evoluat anume pe Azteca.
Stadionul Azteca a fost de asemenea folosit de-a lungul timpului și pentru evoluții muzicale. Michael Jackson (5 concerte cu casele închise în 1993), U2 (în 2006 și 2011), Luis Miguel (în 2002), Elton John, Maná, Juan Gabriel, Gloria Estefan, Jaguares, Lenny Kravitz, *Nsync, Hanson, Ana Gabriel, și The Three Tenors toți făcând parte din prim planul spectacolelor stadionului. Azteca a mai fost folosit pentru evenimente politice - încheierea campaniei electorale din 2006 a președintelui mexican Felipe Calderón și religioase - apariția Papei Ioan Paul al II-lea în 1999.

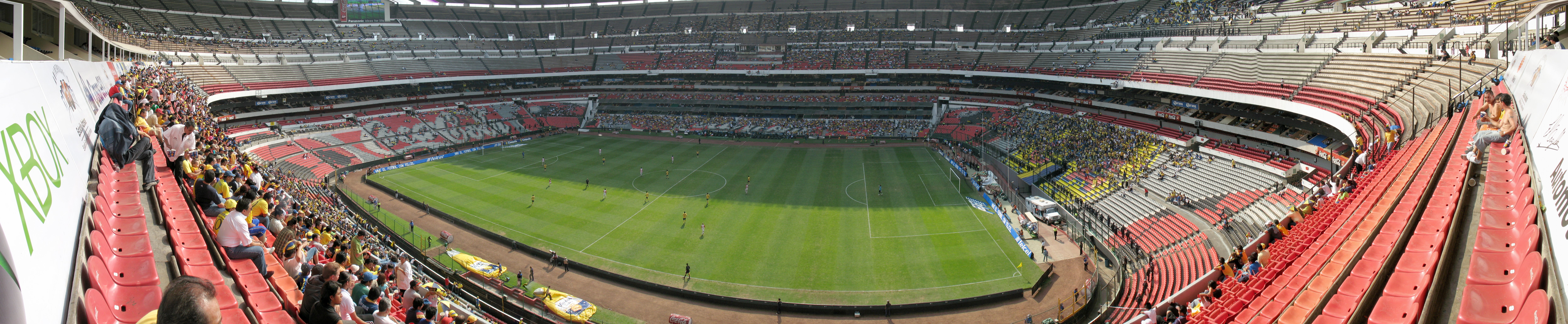
Panorama Stadionului Azteca

### Evenimente notorii
”Estadio Azteca” a găzduit diverse competiții sportive internaționale, incluzând:
- Jocurile Olimpice de vară din 1968
- Campionatului Mondial de Fotbal din 1970
- Jocurile Panamericane 1975
- en:1983 FIFA World Youth Championship
- Campionatului Mondial de Fotbal din 1986
- Cupa Confederațiilor FIFA 1999
- en:2011 FIFA U-17 World Cup
- Pe 2 octombrie 2005, primul joc într-un sezon regulat internațional în istoria NFL s-a jucat pe acest stadion, fiind un meci între San Francisco 49ers și Arizona Cardinals. Meciul s-a soldat cu victoria Cardinalilor 31 la 14 și deține recordul celor mai mulți spectatori în tribune la un meci de sezon regulat al NFL cu 103.467 de spectatori.
- Pe 20 februarie 1993, boxerul Julio César Chávez a luptat cu Greg Haugen în fața a 132.247 de spectatori.
- În octombrie și noiembrie 1993, Michael Jackson și-a terminat turneul său ”Dangerous World Tour” cu 5 concerte pe acest stadion, la fiecare din ele fiind vândute toate biletele, cu un total de 550.000 de oameni (câte 110.000 per concert, mai mult decât oricare alt artist sau trupă, mexican sau internațional).
- Pe 14 mai 2011, formația rock irlandeză U2 a evoluat în cadrul turneului său 360° Tour, primind cel mai numeros public din cadrul turneului lor - 110.000 de oameni
- Pe 8 mai 2012, Paul McCartney a evoluat pe Estadio Azteca pentru prima oară în cariera sa, într-un concert non-sold-out în fața a 53.000 de oameni .[9] În turneele precedente el evolua la Foro Sol.

## Curiozități despre stadion
Stadionul nu pare foarte înalt pe dinafară, întrucât terenul de joc se află cu 9 metri mai jos decât nivelul solului. Prin construcție stadionul a fost orientat în așa fel încât soarele să traverseze terenul perpendicular, neprovocând astfel incomodități vreuneia dintre echipe.